# Abrostola pardoi
Abrostola pardoi là một loài bướm đêm trong họ Noctuidae.